# 乔治府
乔治府（Georgian House）是英格兰布里斯托尔的一座历史建筑，位于大乔治街7号，它最初建于1790年左右，主人约翰·平尼是一位富有的糖商和奴隶种植园主，为典型的18世纪后期的联排式住宅。住宅包括客厅、餐厅、书房、厨房、洗衣房和管家的房间。还有一个关于奴隶制和甘蔗种植园的小型展览。乔治府自1937年起作为市立博物馆开放。
博物馆的开放时间为4月1日至12月31日的周六、周日、周一和周二，上午11点至下午4点。2019年接待了32，127名游客。

## 历史
乔治府是一个保存完好的典型的18世纪晚期联排式住宅，由英格兰遗产委员会列为II*级登录建筑。 它建于1790年左右，主人约翰·平尼是一位富有的糖商和奴隶种植园主。据信威廉·华兹华斯和塞缪尔·泰勒·柯勒律治两位诗人第一次见面的地方就在这里。 平尼的奴隶佩罗也住在这里，横跨布里斯托尔港的佩罗桥就是以他命名。
乔治府保存了一些原始的家具和设施，如书房里的书桌-书柜，以及罕见的冷水池。BBC电视连续剧《可敬的贸易》系改编自菲利帕·格雷戈里关于奴隶贸易的书籍，就在这里拍摄。

## 住宅的区域
- 餐厅
- 书房
- 客厅
- 图书馆和女士休息室
- 卧室
- 隐藏的楼梯
- 小型电梯（哑巴侍者）
- 管家的房间
- 冷水池